# 蒂姆·馬斯特納克
蒂姆·馬斯特納克（1991年1月31日—），斯洛維尼亞單板滑雪運動員。他參加2015、2017和2019年世界單板滑雪錦標賽的平行大曲道項目，也參加2018年冬季奧林匹克運動會和2022年冬季奧林匹克運動會的平行大曲道項目，並且在2022年奪得銀牌。

## 奧運成績
- 1枚獎牌 – (1枚銀牌)

| 年        | 平行大曲道 |
| --------- | ---------- |
| 2018 平昌 | 16         |
| 2022 北京 | 2          |

## 外部連結
- 蒂姆·馬斯特納克在國際滑雪總會